# Nemesia incerta
Nemesia incerta är en spindelart som beskrevs av O. Pickard-Cambridge 1874. Nemesia incerta ingår i släktet Nemesia och familjen Nemesiidae.
Artens utbredningsområde är Frankrike. Inga underarter finns listade i Catalogue of Life.